# Johannes Bryennios
Johannes Bryennios (mittelgriechisch Ἰωάννης Βρυέννιος; † 1078 in Konstantinopel) war ein byzantinischer General und Rebell gegen Kaiser Michael VII.

## Leben
Johannes war ein Sohn des Generals Nikephoros Bryennios, der sich 1057 erfolglos gegen Kaiser Michael VI. erhoben hatte.
1077 versuchte er in Adrianopel eine Rebellion gegen den seiner Meinung nach unfähigen Kaiser Michael VII. und dessen mächtigen Minister Nikephoritzes anzuzetteln. Johannes’ Bruder, der prominente General Nikephoros Bryennios, zögerte zunächst, ließ sich dann aber in Traianopolis auf Johannes’ Initiative hin zum Gegenkaiser ausrufen.
Johannes erhielt von seinem Bruder die hohen Würden eines Kuropalates, Magistros und Domestikos der Scholai und avancierte somit de facto zu dessen Mitregenten. Ein von Nikephoritzes veranlasster Mordanschlag auf Johannes durch einen warägischen Söldner scheiterte, wobei der Attentäter selbst an der Nase verstümmelt wurde.
An der Spitze einer multiethnischen Streitmacht zog Johannes Bryennios im November 1077 von Adrianopel bis vor Konstantinopel. Weil er bedenkenlos die Vororte zur Plünderung freigab, formierte sich in der Hauptstadt starker Widerstand gegen die Thronambitionen seines Bruders, so dass es Michael VII. gelang, die Belagerer zum Rückzug nach Thrakien zu veranlassen. Ende 1077 erlitt Johannes mit seinen Truppen bei Athyras eine Niederlage gegen ein von Alexios Komnenos und Roussel de Bailleul geführtes Söldnerkontingent.
Nach der Abdankung Michaels VII. Ende März 1078 bezwang dessen Nachfolger Nikephoros Botaneiates die Bryennoi in einer Schlacht bei Kalabrye in Thrakien. Während Nikephoros gefangen genommen und später geblendet wurde, fiel Johannes im Kaiserpalast einer Racheaktion des von ihm verstümmelten warägischen Söldners zum Opfer.